# Bistum Görlitz
Das Bistum Görlitz (lateinisch Dioecesis Gorlicensis, obersorbisch biskopstwo Zhorjelc) ist eine römisch-katholische Diözese in Ostdeutschland. Es umfasst die Niederlausitz in Brandenburg sowie den nordöstlichen Teil der Oberlausitz, die zum Freistaat Sachsen gehört, bis 1945 jedoch Teil der preußischen Provinz Schlesien war. Damit befindet sich das Bistum in der Diaspora.

## Geschichte

### Vorgeschichte

#### Von der Reformation bis zum Wiener Kongress
Nach der Reformation war das katholische Kirchenwesen in Kurbrandenburg, der Niederlausitz sowie im nordöstlichen (später preußischen) Teil der Oberlausitz praktisch untergegangen. Nur das Zisterzienserkloster Neuzelle und die Pfarreien Jauernick, welche zum Zisterzienserinnenkloster Marienthal sowie Wittichenau, die zum Zisterzienserinnenkloster Marienstern gehörten, blieben katholisch. Nachdem infolge des Wiener Kongresses 1815 ein großer Teil der Lausitz an Preußen gefallen war, wurde das Gebiet des heutigen Bistums durch die Bulle „De salute animarum“ dem Bistum Breslau angegliedert.

#### Erzbistum Breslau
Im Erzbistum Breslau wählte nach dem Tode des Breslauer Erzbischofs Adolf Bertram am 6. Juli 1945 das Breslauer Domkapitel am 16. Juli den Domdechanten Ferdinand Piontek zum Kapitularvikar. Am 12. August veranlasste der Primas von Polen, August Kardinal Hlond, Piontek zum Verzicht auf den nunmehr unter polnischer Verwaltung befindlichen Teil des Erzbistums östlich der Oder-Neiße-Grenze. Gleichzeitig teilte Hlond diesen Kirchenprovinzanteil in vier Apostolische Administraturen, für die er bereits am 15. August 1945 Apostolische Administratoren ernannte:
- Karol Milik für Breslau, zuständig für die östlich der Oder-Neiße-Grenze gelegenen Gebiete des Erzbistums Breslau und des exemten Bistums Meißen (östlich Zittau), sowie für das Generalvikariat Glatz des Erzbistums Prag
- Bolesław Kominek für Oppeln, zuständig für das oberschlesische Teilgebiet des Erzbistums Breslau, sowie für das Generalvikariat Branitz des Erzbistums Olmütz
- Edmund Nowicki für Gorzów Wielkopolski (Landsberg an der Warthe), zuständig für den Anteil des Gebiets des Bistums Berlin östlich der Oder-Neiße-Grenze, sowie für die Prälatur Schneidemühl.
- Teodor Bensch für Olsztyn (Allenstein), zuständig für das Gebiet des Bistums Ermland

Die Administratoren wurden mit Wirkung vom 1. September in ihr Amt eingesetzt. Wie sich später herausstellen sollte, bezogen sich Hlonds Sondervollmachten nicht auf die ehemals deutschen Diözesen, so dass sie keine kirchenrechtliche Grundlage hatten.

#### Erzbischöfliches Ordinariat Breslau / Zweigstelle Görlitz
Im September 1945 wurde von den Breslauer Domkapitularen Prälat Ludwig Cuno (* 15. Juli 1881 Kassel; † 1. August 1949 Görlitz), Bruder des Reichskanzlers (November 1922 bis August 1923) Wilhelm Cuno, und Emanuel Tinschert (1883–1968) eine Zweigstelle des Generalvikariats Breslau für den westlich der Oder und Lausitzer Neiße gelegenen Teil des Erzbistums Breslau eingerichtet. Kapitelsvikar Ferdinand Piontek, der sich zu jenem Zeitpunkt noch in Breslau befand, bestätigte in einem Schreiben vom 2. November 1945 diese Einrichtung. Neben der Diözesanverwaltung im Diözesangebiet westlich der Oder-Neiße-Linie war es Aufgabe der Görlitzer Zweigstelle, Kontakt zu halten zu den in alle Diözesen Deutschlands verstreuten Breslauer Priestern und Theologiestudenten, was dem in Breslau verbliebenen Kapitelsvikar kaum möglich war.

#### Erzbischöfliches Amt Görlitz
Im Mai 1946 wurde die Verwaltung für das Görlitz-Cottbuser Diözesangebiet in Erzbischöfliches Amt Görlitz umbenannt. Dies geschah auf Wunsch Pionteks, der sich noch in Breslau aufhielt und dort Konflikte mit den polnischen kirchlichen und staatlichen Behörden wegen der weiteren Verwendung der alten Siegel des Erzbistums unter deutschem Namen zu vermeiden suchte. Aus dem Namen der Verwaltung wurde die Bezeichnung für das gesamte Diözesangebiet westlich der Neiße. Piontek verließ Breslau am 9. Juli 1946 mit einem Flüchtlingstransport, der in Peine endete. Im März 1947 schließlich gelangte Piontek nach Görlitz und nahm dort seine Amtsgeschäfte als Kapitelsvikar des Erzbistums Breslau, nunmehr beschränkt auf den westlich der Neiße gelegenen Bistumsteil, auf.
In der Folgezeit arbeiteten Piontek und seine neu aufgebaute Bistumsverwaltung daran, den deutschen Rest des Erzbistums zu einem lebensfähigen kirchlichen Jurisdiktionsbezirk werden zu lassen. Dazu zählte die Neuordnung der Seelsorgestrukturen und die Errichtung zahlreicher neuer Seelsorgestellen zur Betreuung der infolge der Vertreibungen stark angewachsenen katholischen Bevölkerung. 1948 wurde das Priesterseminar Bernardinum in Neuzelle gegründet, um weiter eigene Seelsorger ausbilden zu können. Katechetenseminare in Görlitz und Cottbus und eine neue Verwaltung für die Diözesancaritas gehören ebenso zu diesen Aufbauleistungen.
Abgeschnitten von den traditionellen Wallfahrtsorten wurde 1947 auf Anregung des Jugendseelsorgers Heinrich Theissing eine Jugendwallfahrt in Leben gerufen und 1948 das Neuzeller Wallfahrtslied für die jährlich stattfindenden Wallfahrten nach Neuzelle geschaffen. Daraus entstand eine neue Wallfahrtstradition für das Erzbischöfliche Amt Görlitz.
Piontek ernannte für das fortbestehende deutsche Breslauer Metropolitankapitel neue Mitglieder. Nach seinem Tod 1963 wählte das Kapitel Gerhard Schaffran zum Nachfolger Pionteks als Kapitelsvikar.

#### Apostolische Administratur
Nach der Ratifizierung des deutsch-polnischen Vertrages verfügte Papst Paul VI. mit der Apostolischen Konstitution Episcoporum Poloniae vom 28. Juni 1972 die kirchenrechtliche Neugliederung der ehemals deutschen Diözesen auf polnischem Gebiet. Am gleichen Tag wurde auch das Gebiet um Görlitz und Cottbus als Apostolische Administratur ausgegliedert und seitdem unabhängig vom polnischen Erzbistum Breslau verwaltet.

### Bistum Görlitz

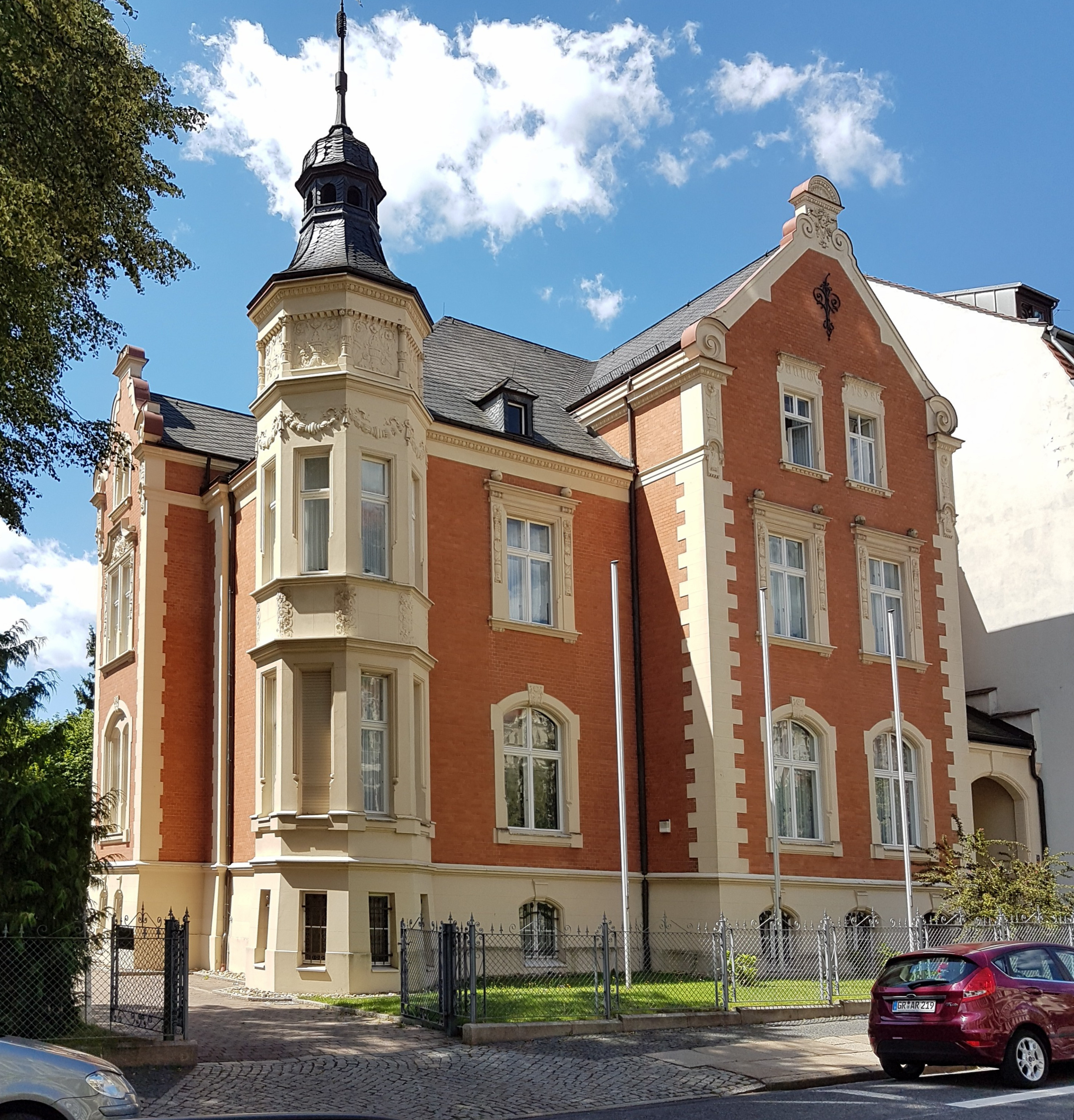
Amtssitz des Bischofs an der Carl-von-Ossietzky-Straße

Die Administratur erhob Papst Johannes Paul II. am 27. Juni 1994 schließlich mit der Apostolischen Konstitution Solet usque zum eigenständigen Bistum, das dem Erzbistum Berlin als Suffraganbistum zugeordnet wurde. Mit dem Apostolischen Schreiben Semper studuit bestätigte Johannes Paul II. am 21. September desselben Jahres die Hl. Hedwig von Schlesien als Bistumspatronin.
Das Bistum ist heute, gemessen an der Anzahl der Katholiken, das mit Abstand kleinste katholische Bistum in Deutschland.

## Bistumswappen

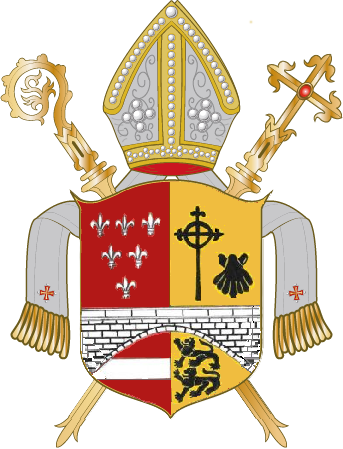
Das Görlitzer Bistumswappen

Wappenbeschreibung: „Von Rot und Gold gespaltener Schild, durch einen unten eingebogenen erniedrigten silbernen, schwarz gemauerten Balken-Brückenbogen geteilt; oben rechts sechs silberne Lilien, oben links nach rechts verschobenes breitendiges schwarzes lateinisches, am oberen und am Quer-Balken wiedergekreuztes, in der Mitte mit einem Ring belegtes Kreuz, links unten von einer schwarzen Muschel begleitet, rechts unten silberner Balken, links unten zwei schreitende schwarze Löwen übereinander. Über dem Schild silberne, golden verzierte rotgefütterte Mitra mit abfliegenden silbernen, rotgefütterten Infuln. Hinter dem Schild schräggekreuzt rechts goldenes Vortragekreuz, dessen gleiche Arme in Quadraten enden, links goldener Krummstab mit Lilie in der Krümme.“
Bedeutung: Die sechs Silberlilien auf rotem Grund verdeutlichen die frühere Zugehörigkeit des Bistumsgebietes zum Erzbistum Breslau, während das schwarze Wiederkreuz und die schwarze Muschel auf Goldgrund die bisherige Apostolische Administratur Görlitz mit den beiden kirchlichen Zentren Görlitz (Jakobusmuschel/Bischofskirche) und Neuzelle (ehem. Zisterzienserabtei/Wallfahrtsort und Priesterseminar) versinnbildlichen. Diese Zeichen als Hinweise auf den Ursprung werden getragen von einer Brücke, die das persönliche Wappen der heiligen Hedwig (rot-silbern-rote Streifen und zwei schwarze Löwen auf Goldgrund) überspannt. In der Nachfolge der Hl. Hedwig soll somit das Bemühen des Bistums um Verständigung und Verbundenheit zum polnischen Nachbarvolk zum Ausdruck gebracht werden. Besonders eindrucksvoll kam diese Brückenfunktion des Bistums bei der Gedenkfeier des 750. Todestages der Hl. Hedwig von Schlesien im Oktober 1993 zum Ausdruck. Ein Zeichen der Verbundenheit zwischen deutschen und polnischen Katholiken ist auch die alle vier Jahre stattfindende gemeinsame Prozession über die Grenze hinweg.

## Bistumspatrone und Diözesankalender
Patronin des Bistums ist die hl. Hedwig von Andechs.
Im Bistum Görlitz wird der Regionalkalender für das deutsche Sprachgebiet um die folgenden Eigenfeiern ergänzt (dahinter jeweils der Rang):
- 12. Juni:  sel. Hildegard Burjan, Sozialpolitikerin, Ordensgründerin – g
- 16. Juni:  Hl. Benno, Bischof von Meißen – G
- 25. Juli:   Hl. Jakobus, Apostel – in der  Kathedrale H
- 17. August:   Hl. Hyazinth, Priester, Glaubensbote – g
- 10. September: Gedenken der verehrungswürdigen Märtyrer von  Neuzelle (1429)
- 06. Oktober: Jahrestag der Weihe der  Kathedrale – in der Kathedrale H, im restlichen Bistum F
- 16. Oktober:   Hl. Hedwig von Andechs, Herzogin von Schlesien, Patronin des Bistums – H
- 05. November:   sel. Bernhard Lichtenberg, Priester, Märtyrer – g
- 19. November:   Hl. Elisabeth von Thüringen, Landgräfin – F

Abkürzungen: H = Hochfest, F = Fest, G = gebotener Gedenktag, g = nicht gebotener Gedenktag

## Bischöfe

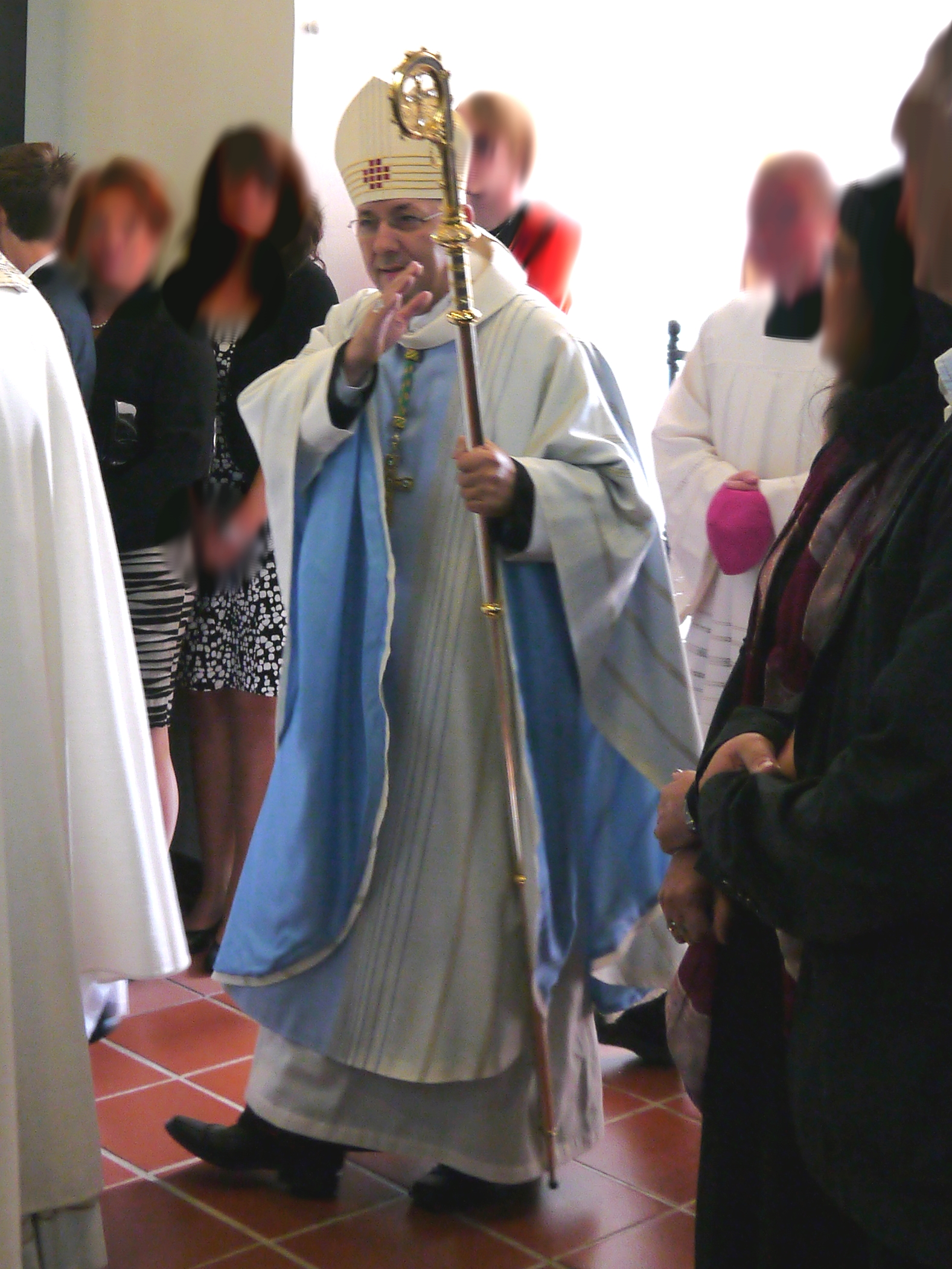
Bischof Wolfgang Ipolt

Dritter Bischof von Görlitz ist seit 2011 Wolfgang Ipolt. Zuvor hatte Konrad Zdarsa das Amt inne, der nach Augsburg wechselte.
Zuvor verwalteten nach dem Zweiten Weltkrieg bis zur Bistumsgründung 1994 Weihbischöfe als Kapitelsvikare den bei Deutschland verbliebenen Teil des Erzbistums Breslau, das Erzbischöfliche Amt Görlitz als Kapitelsvikare (1946–1972) und als Apostolische Administratoren die Apostolische Administratur Görlitz (1972–1994).

## Bistumsgliederung
Das Bistum Görlitz ist ein Suffraganbistum des Erzbistums Berlin und gliedert sich seit der Neuordnung vom 1. September 2004 in drei Dekanate und mit Stand 2025 in noch sechzehn Pfarreien.
- Dekanat Cottbus-Neuzelle
  - Pfarrkuratie Heilig Geist Beeskow
  - Propsteipfarrei Zum Guten Hirten Cottbus
  - Pfarrei St. Trinitas Guben
  - Pfarrei Beata Maria Virgo Neuzelle
  - Pfarrei St. Benno Spremberg
- Dekanat Lübben-Senftenberg
  - Pfarrei St. Maria Mater Dolorosa Finsterwalde
  - Pfarrei St. Antonius Großräschen
  - Pfarrei Christus König Luckau
  - Pfarrei St. Trinitas Lübben
  - Pfarrei Heilige Familie Lübbenau
  - Pfarrei St. Peter und Paul Senftenberg
- Dekanat Görlitz-Wittichenau
  - Pfarrei Heiliger Wenzel Görlitz
  - Pfarrei Heilige Familie Hoyerswerda
  - Pfarrei St. Josef Niesky
  - Pfarrei Heilig Kreuz Weißwasser
  - Pfarrei St. Mariä Himmelfahrt Wittichenau

## Kirchliche Einrichtungen

### Klöster
- Kloster Maria Friedenshort, Stiftplatz 5, 15898 Neuzelle
- Franziskaner-Kloster, An den Neißewiesen 91, 02827 Görlitz
- Franziskanerinnen von Reute, Merzdorfer Str. 49, 02977 Hoyerswerda
- Kongregation der Barmherzigen Schwestern vom heiligen Karl Borromäus, Carolusstraße 212, 02827 Görlitz
- Kongregation der Hedwigsschwestern, Spremberger Straße 24, 03159 Döbern

## Kultur und Sehenswürdigkeiten

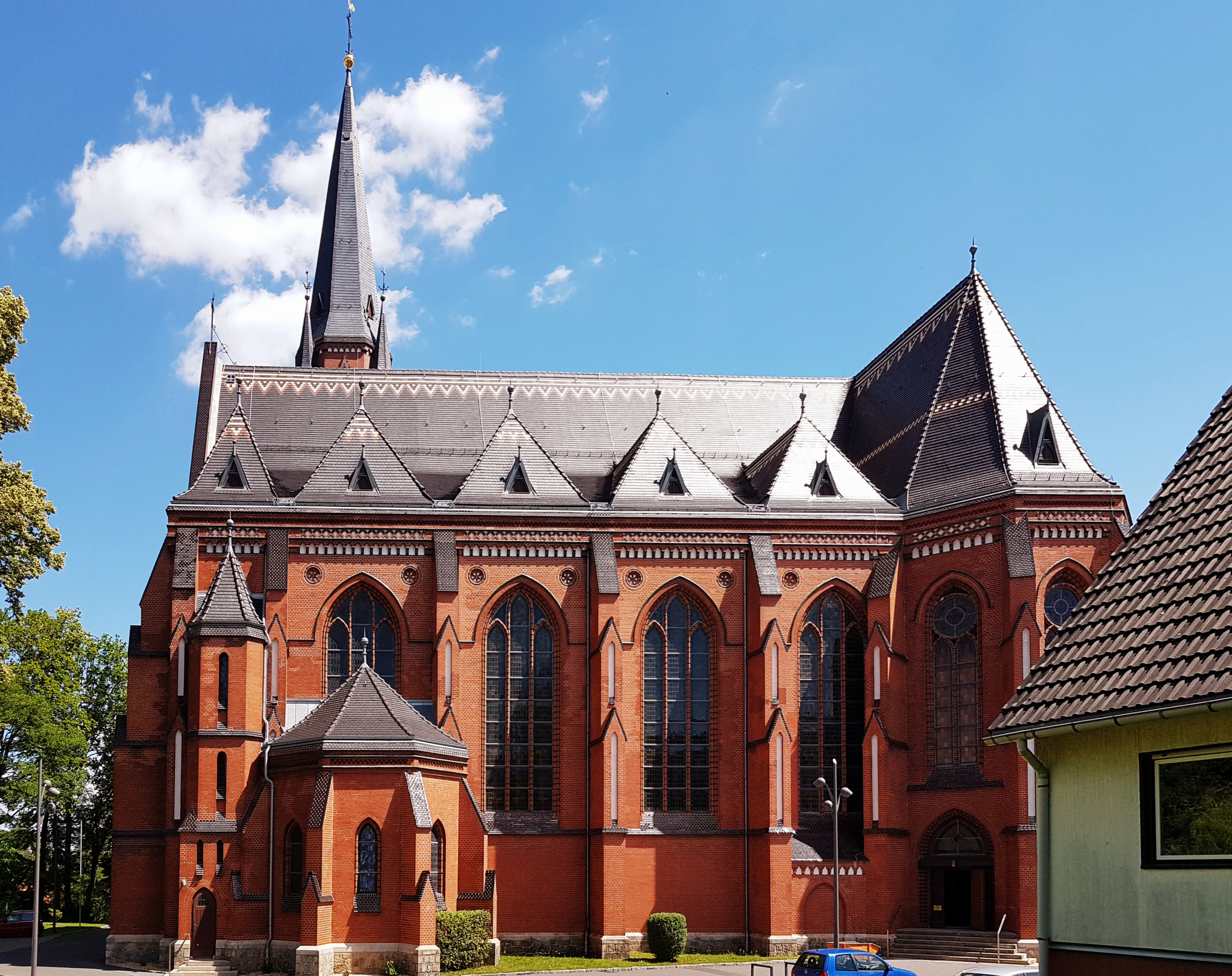
Kathedrale St. Jakobus, Görlitz

### Kirchen
- Kathedrale St. Jakobus (Görlitz)
- Kirchengebäude im Bistum Görlitz
- Hl. Kreuz (Görlitz-Altstadt) erbaut 1850–1853; Restaurierung 1995
- St. Hedwig (Görlitz-Rauschwalde) erbaut 1967/1968; Umbau 1997
- St. Johannes und Franziskus (Görlitz-Weinhübel)
- St. Wenzeslaus (Jauernick)
- Mariä Himmelfahrt (Wittichenau)
- St. Peter und Paul (Senftenberg)
- St. Benno (Spremberg)
- Herz-Jesu-Kirche (Fürstenberg)

### Wallfahrtsorte
- Kloster Neuzelle; Bistums-, Familien- und Jugendwallfahrt
- Bloischdorf; Familienwallfahrt

## Kirchenschließungen

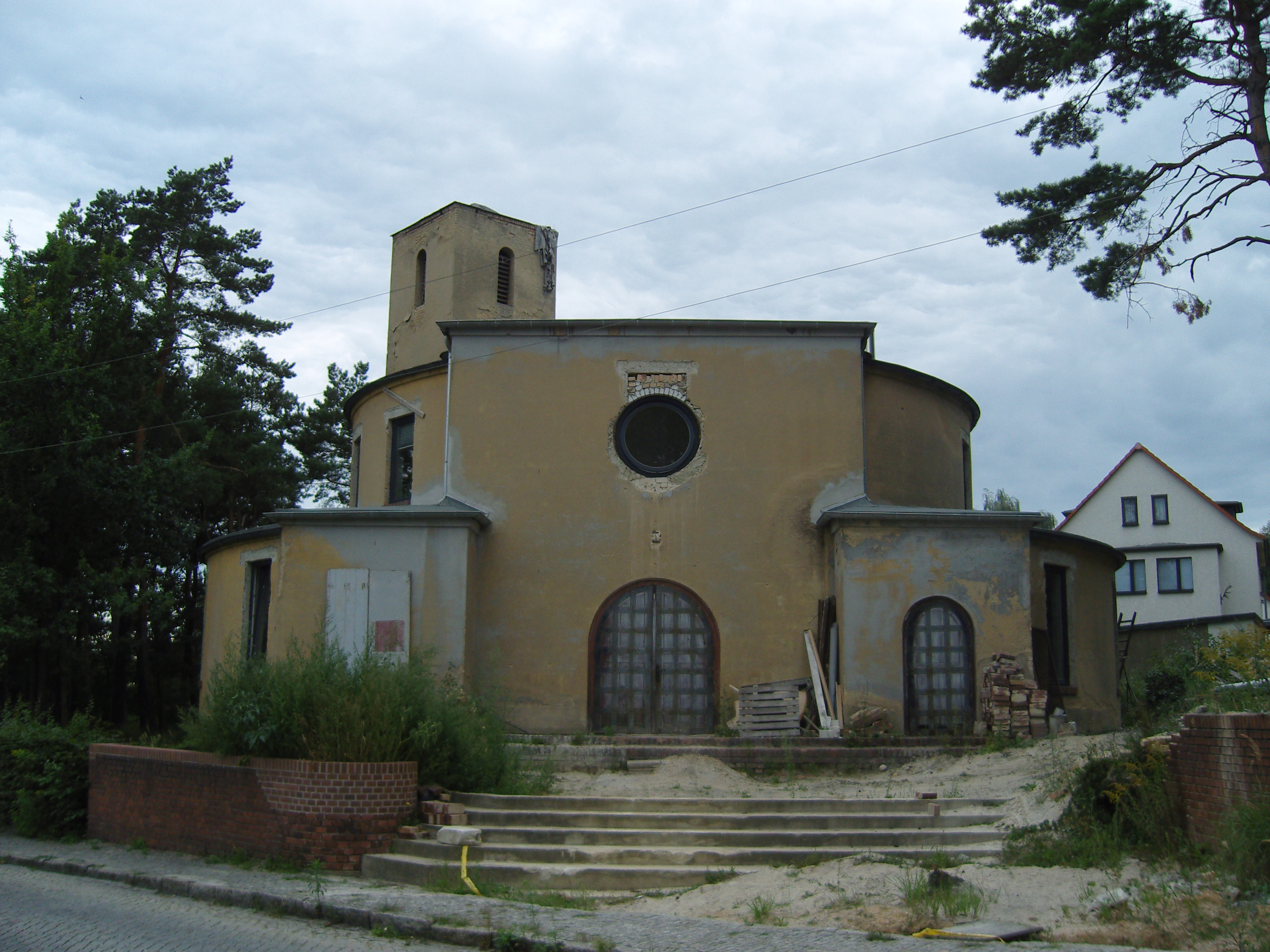
Ehemalige St.-Barbara-Kirche in Hörlitz

Der Priestermangel und der Rückgang der Zahl praktizierender Katholiken führten auch im Bistum Görlitz dazu, dass Gemeinden zu größeren Pfarreien zusammengeführt wurden und seit dem Ende der 1990er Jahre Gotteshäuser geschlossen wurden. Die Zahl der Kirchenmitglieder ist trotz Zuwanderung aus Polen  bis 2024 auf 28.862 gesunken. Das Bistum bleibt daher auf die Alimentierung durch vermögende west- und süddeutsche Diözesen angewiesen.